# اچ‌ام‌اس ساوت‌همپتون (۱۹۱۲)
اچ‌ام‌اس ساوت‌همپتون (۱۹۱۲) (به انگلیسی: HMS Southampton (1912)) یک کشتی بود که طول آن ۴۳۰ فوت (۱۳۰ متر) بود. این کشتی در سال ۱۹۱۲ ساخته شد.